# بيتر كلافي
بيتر كلافي (بالإنجليزية: Peter Claffey؛ مواليد 28 يوليو 1996) هو ممثل أيرلندي ولاعب اتحاد الرغبي السابق.

## النشأة
كلافي هو من بورتومنا، في مقاطعة غالواي. انه حضر كلية جاربالي ولعب اتحاد الرجبي لجالويجيان آر إف سي.

## التمثيل
في أبريل 2024، تم اختياره للعب دور دنكن في مسلسل فارس من الممالك السبع: الفارس الجوال، الذي كتبه جورج ر. ر. مارتن وإيرا باركر، وتدور أحداثه قبل قرن من أحداث صراع العروش، وبعد 72 عامًا من بداية فيلم آل التنين.

## فيلموغرافيا
| علامة الخنجرية | يدل على الأعمال التي لم يتم إصدارها بعد |

| العام     | العنوان                              | الدور           | ملاحظات                               |
| --------- | ------------------------------------ | --------------- | ------------------------------------- |
| 2022      | هاري وايلد                           | بيلي            | الحلقة: «السعادة التعيسة هي شيء خطير» |
| 2022      | أخوات سيئات                          | كالوم           | الحلقة: «تفجير رجل»                   |
| 2022–2024 | حطام سفينة                           | كوماك كيلي      | 12 حلقة                               |
| 2024      | فايكنغز: فالهالا                     |                 | 4 حلقات                               |
| 2025      | فارس من الممالك السبع: الفارس الجوال | سير دنكن الطويل | دور رئيسي                             |

## وصلات خارجية
- بيتر كلافي على موقع IMDb (الإنجليزية)
- بيتر كلافي على موقع قاعدة بيانات الفيلم (الإنجليزية)